# Малакология
Малаколо́гия — раздел зоологии, посвящённый изучению мягкотелых, или моллюсков (Mollusca). Название происходит от греческого слова μαλάκιον — моллюск. Учёных, которые изучают моллюсков, называют малакологами. Малакология рассматривает вопросы систематики, филогении, зоогеографии, биологии, экологии моллюсков и др. Малакология включает в себя следующие разделы: конхология (конхиология) — посвящён исследованию раковин моллюсков, лимакология (лимакология)— посвящён исследованию слизней, тевтология (тевтология) — посвящён исследованию головоногих моллюсков. Особую ветвь представляет прикладная малакология, которая изучает моллюсков с точки зрения их значимости в деятельности человека: в медицине и ветеринарии, в сельском хозяйстве и пищевой промышленности. Палеомалакологические исследования связаны с исследованием былых малакофаун и имеют важное значение в датировке геологических слоёв, благодаря хорошей сохраняемости раковин. Авторами термина «malacology» считаются франко-американский эксцентричный натуралист Константин Рафинеск (Constantine Samuel Rafinesque-Schmaltz; 1814) и французский зоолог Анри-Мари Дюкроте-де-Блэнвиль (Ducrotay de Blainville; 1825).

## История
В 1794 году было составлено первое подробное научное описание моллюсков, известных на то время. В 1868 году было создано Немецкое малакологическое общество. С 1962 года существует международное объединение малакологов мира Unitas Malacologica (до 1977 было Европейским и называлось Unitas Malacologica Europaea)  Архивная копия от 25 января 2011 на Wayback Machine, проводящее международные конгрессы.

## Национальные общества малакологов
- Австралия — Malacological Society of Australasia
- Бельгия — в стране два общества малакологов:
  - Société Belge de Malacologie — франкоязычное ;
  - Belgische Vereniging voor Conchyliologie (B.V.C.) — голландскоязычное (основано в 1961 году как «Gloria Maris», под сегодняшним именем с 1976), оно же известно и как Belgian Society for Conchology
- Великобритания и Северная Ирландия —
  - Conchological Society of Great Britain and Ireland;
  - Malacological Society of London
- Германия — Deutsche Malakozoologische Gesellschaft
- Испания — Sociedad Española de Malacología
- Италия — Società Italiana di Malacologia
- Латвия — Malacology in Latvia
- Нидерланды — Nederlandse Malacologische Vereniging
- Польша — Stowarzyszenie Malakologów Polskich, The Association of Polish Malacologists
- Россия —
  - Дальневосточное малакологическое общество (ДВМО, 1994)

- США — в стране несколько обществ и клубов:
  - American Malacological Society (основано в 1931 году) ;
  - Conchologists of America ;
  - Oregon Society of Conchologists (основано в 1965 году) 
  - The Boston Malacological Club ('Mal' Club; основан 14 марта 1910 года; Бостон) .
  - The Pacific Conchological Club (Natural History Museum of Los Angeles County, Лос-Анджелес) — был организован в 2003 году в результате слияния двух старейших в Америке клубов малакологов: the Pacific Shell Club (основан в 1945 году) и the Conchological Club of Southern California (основан в 1902 году как The Tuesday Shell Club). 
  - The Philadelphia Shell Club (основан в 1955 году)

- Филиппины — Malacological Society of the Philippines, Inc.
- Франция — Association Française de Conchyliologie
- Эстония — Eesti Malakoloogia Ühing

## Конгрессы и симпозиумы

### Международные
- 17th International Congress of Unitas Malacologica (UM), World Congress of Malacology — Phuket, Таиланд, 18—24 июля 2010.
- 16th International Congress of Unitas Malacologica (UM), Antwerp, Бельгия, 2007.  (недоступная ссылка)
- 15th International Congress of Unitas Malacologica (UM), Perth, Австралия, 2004.  Архивная копия от 4 марта 2016 на Wayback Machine
- 14th International Congress of Unitas Malacologica (UM), Vienna, Австрия, 2001.  Архивная копия от 4 марта 2016 на Wayback Machine
- 13th International Congress of Unitas Malacologica (UM), Washington, D.C., США, 1998. Труды pdf 18MB Архивная копия от 4 марта 2016 на Wayback Machine. Формально он стал 1-м международным конгрессом («World» Congress of Malacology) в результате совместной работы 64-го ежегодного совещания American Malacological Union (AMU), 31-го ежегодного совещания Western Society of Malacologists (USA) и первого за пределами Европы Конгресса Unitas Malacologica.
- 1-й Конгресс Unitas Malacologica, Лондон, Великобритания, 17—21 сентября 1962.  Архивная копия от 4 марта 2016 на Wayback Machine
- 7th International Conference on Molluscan Shellfish Safety — Nantes, Франция, 14—19 июня 2009.

### Европейские
- 5th Congress of the European Malacological Societies, 2008
- 6th Congress of the European Malacological Societies (CEMS) — Vitoria-Gasteiz, Испания, 18—22 июля 2011  Архивная копия от 26 октября 2020 на Wayback Machine[2]

## Журналы
- American Malacological Bulletin
- Basteria
- Fish & Shellfish Immunology
- Folia Malacologica
- Heldia
- Journal of Conchology
- Journal of Medical and Applied Malacology
- Journal of Molluscan Studies
- Malacologia  Архивная копия от 26 сентября 2011 на Wayback Machine — издаётся совместно The Field Museum (Чикаго, Иллинойс, США) и Institute of Malacology (Мичиган).
- MalaCo
- Malacological Review
- Mollusca  — издаётся Museum of Zoology Dresden (Museum für Tierkunde Dresden). Дрезден, Германия
- The Nautilus  — с 1886 года публикуется музеем Bailey-Matthews Shell Museum. Первые два тома были изданы под названием The Conchologists’ Exchange.
- Neptunea  — с 2002 года публикуется в Бельгии
- Ruthenica (Russian Malacological Journal)  Архивная копия от 7 февраля 2011 на Wayback Machine — Российский малакологический журнал, публикуется с 1991 года (ISSN 0136-0027)
- The Veliger
- Venus (Japanese Journal of Malacology)
- Vita Marina
- Бюллетень Дальневосточного малакологического общества

## Малакологи
- Алякринская, Инга Оскаровна — специалист по физиологическим адаптациям моллюсков.
- Ализаде, Камбай Аскер оглы (1899—1990) — азербайджанский советский геолог, палеонтолог, малаколог. Академик.
- Балашов, Игорь Александрович — украинский малаколог, специалист по наземным моллюскам южных регионов СНГ.
- Богословская, Маргарита Фёдоровна (1922—) — палеомалаколог, доктор биологических наук.
- Брусина, Спиридион — профессор университета Загреба
- Винарский, Максим Викторович — канд. биол. наук, основные интересы — фауна, систематика и изменчивость пресноводных моллюсков Евразии, в частности — Lymnaeidae.
- Голиков, Александр Николаевич (1931—2010) — русский малаколог. Основные интересы — систематика и фаунистика морских брюхоногих моллюсков северных и дельневосточных морей России (СССР), макросистема Gastropoda.
- Кантор, Юрий Израилевич (1956—) — доктор биологических наук, ведущий научный сотрудник ИПЭЭ РАН им. А. Н. Северцова. Занимается изучением фауны, систематики, морфологии и эволюции Neogastropoda (в частности Turridae) .
- Кафанов, Александр Иванович — палеомалаколог, доктор биологических наук, профессор.
- Крамаренко, Сергей Сергеевич — занимается популяционной экологией и изменчивостью наземных Gastropoda.
- Леонова, Татьяна Борисовна (1946—) — доктор геолого-минералогических наук, заведующая лабораторией моллюсков и зам. директора по науке (с 1996) ПИНа.
- Лихарев, Илья Михайлович[укр.] (1917—2003) — доктор биологических наук, профессор, на протяжении длительного времени крупнейший специалист по наземным моллюскам в СССР.
- Лутаенко, Константин Анатольевич — д-р биол. наук, председатель Дальневосточного малакологического общества. Область научных интересов — морские Bivalvia.
- Любин, Павел Анатольевич — канд. биол. наук, основные интересы — морские брюхоногие моллюски северных морей России.
- Менке, Карл Теодор (1791—1861) — немецкий зоолог, основатель журнала Zeitschrift für Malakozoologie (с 1854 — Malakozoologische Blatten).
- Набоженко, Максим Витальевич — канд. биол. наук, энтомолог, малаколог, основные интересы — двустворчатые моллюски южных морей России.
- Несис, Кир Назимович — специалист по систематике и фауне Cephalopoda.
- Пархаев, Павел Юрьевич — канд. биол. наук, палеонтолог, специализируется на изучении древнейших моллюсков, их ранней радиации и происхождении.
- Руженцев, Василий Ермолаевич — палеомалаколог, доктор биологических наук. Ленинская премия.
- Сон, Михаил Олегович — украинский малаколог, специализируется на изучении инвазийных видов.
- Старобогатов, Ярослав Игоревич (1932—2004) — русский малаколог, д-р биол. наук, профессор, академик РАЕН.
- Сысоев, Александр Владимирович — специализируется в изучении морских Gastropoda, соавтор трёх каталогов моллюсков фауны России.
- Фролов, Александр Александрович — специализируется на изучении пресноводных двустворок, в частности Pisidioidea севера европейской части России.
- Филатова, Зинаида Алексеевна (1905—1984) — русский малаколог.
- Шиманский, Виктор Николаевич — палеомалаколог, доктор биологических наук, профессор.
- Шиков, Евгений Викторович — специалист по фауне и биотопическому распределению наземных моллюсков.
- Шилейко, Анатолий Алексеевич — специалист по систематике и филогении наземных моллюсков.
- Шмидт, Адольф (1806—1889) — немецкий малаколог и врач.
- Роберт Такер Аббот / Robert Tucker Abbott (1919—1995) — крупнейший американский малаколог, автор более 30 книг по моллюскам, редактор The Nautilus (с 1971).
- Жан-Гильом Брюгиер / Jean Guillaume Bruguière (1749 или 1750—1798) — французский зоолог, малаколог и дипломат, описавший около 50 родов и видов моллюсков.
- Пьер-Дени де Монфор[англ.] / Pierre Denys de Montfort (1766—1820) — французский натуралист и малаколог, положивший начало изучению гигантских кальмаров
- Eduard von Martens (1831—1904) — немецкий зоолог, описавший 150 родов и 1680 видов моллюсков.
- Nils Hjalmar Odhner (1884—1973) — шведский малаколог.
- Johannes Thiele (1860—1935) — немецкий зоолог, описавший 1500 видов моллюсков.

## Терминология
В малакологии применяются особые термины для описания моллюсков:
- Гипостракум — перламутровый внутренний слой раковины.
- Каллус (мозоль) — блестящий наплыв на внутренней губе раковины.
- Колумелла (столбик) — известковый стержень раковин моллюсков, образованный в результате частичного срастания внутренних стенок оборотов.
- Оперкулум (оперкула, крышечка) — известковое или роговое образование для закрытия устья раковины.
- Периостракум — наружный органический слой раковины.
- Протоконх — эмбриональные верхние обороты раковины.
- Умбиликус[англ.] (пупок)
- Устье (апертура) — отверстие на брюшной стороне раковины.
- другие